# Slabčice
Slabčice (en allemand : Slabschitz) est une commune du district de Písek, dans la région de Bohême-du-Sud, en République tchèque. Sa population s'élevait à 364 habitants en 2020.

## Géographie
Slabčice se trouve à 14 km à l'est-nord-est de Písek et à 84 km au sud de Prague.
La commune est limitée par Olešná, Podolí I et Bernartice au nord, par Dražíč à l'est et au sud, et par Albrechtice nad Vltavou à l'ouest.

## Histoire
La première mention écrite du village date de 1379.

## Transports
Par la route, Slabčice se trouve à 19,5 km de Písek, à 47,5 km de České Budějovice et à 113 km de Prague.